# Лејк Вилдернес (Вирџинија)
Лејк Вилдернес (енгл. Lake Wilderness) насељено је место без административног статуса у америчкој савезној држави Вирџинија.

## Демографија
По попису из 2010. године број становника је 2.669.
| Група             | 2000.    | 2010.         |
| Белци             | 0 (0,0%) | 2.139 (80,1%) |
| Афроамериканци    | 0 (0,0%) | 238 (8,9%)    |
| Азијати           | 0 (0,0%) | 28 (1,0%)     |
| Хиспаноамериканци | 0 (0,0%) | 174 (6,5%)    |
| Укупно            | 0        | 2.669         |